# Maxim Eduardowitsch Mamin
Maxim Eduardowitsch Mamin (russisch Максим Эдуардович Мамин; * 17. Mai 1988 in Marneuli, Georgische SSR) ist ein russischer Eishockeyspieler, der zuletzt bei Admiral Wladiwostok aus der Kontinentalen Hockey-Liga unter Vertrag stand.

## Karriere
Maxim Mamin begann seine Karriere als Eishockeyspieler in seiner Heimatstadt in der Nachwuchsabteilung des HK Metallurg Magnitogorsk, für dessen Profimannschaft er in der Saison 2006/07 sein Debüt in der Superliga gab. Mit seiner Mannschaft gewann der Center in seinem Rookiejahr auf Anhieb den russischen Meistertitel. Zu diesem Erfolg trug er mit einem Tor und drei Vorlagen in zwölf Spielen bei. In der folgenden Spielzeit kam er zu weiteren 21 Einsätzen in der Superliga für Metallurg.
Bei der U20-WM 2007/08 wurde er positiv auf Norandrosteron getestet und im Juni 2008 wegen Dopings für zwei Jahre gesperrt.
Daher absolvierte er in der Saison 2008/09 kein einziges Spiel. Seine Sperre lief Ende Januar 2010 ab. Am Ende der Saison 2009/10 ging er für Metallurgs Nachwuchsteam in der neu gegründeten Juniorenliga Molodjoschnaja Chokkeinaja Liga aufs Eis, deren Titel er mit Stalnje Lissy Magnitogorsk gewann.
In der Saison 2010/11 war Mamin Stammspieler beim HK Metallurg Magnitogorsk in der Kontinentalen Hockey-Liga. Zur folgenden Spielzeit wechselte er zum Ligarivalen Salawat Julajew Ufa, für den er jedoch nur 3 KHL-Partien absolvierte. Im November 2011 wurde der Russe vom HK Traktor Tscheljabinsk verpflichtet, für den er bis zum Saisonende aktiv war. In der Saison 2012/13 pausierte er vom professionellen Eishockey. Anschließend erhielt er einen Vertrag bei Witjas Podoslk.
Zwischen Juni 2015 und Februar 2017 stand er bei Admiral Wladiwostok unter Vertrag.

### International
Für Russland nahm Mamin an der U18-Junioren-Weltmeisterschaft 2006 sowie der U20-Junioren-Weltmeisterschaft 2008 teil. Bei der U20-Junioren-Weltmeisterschaft 2008 gewann er mit seiner Mannschaft die Bronzemedaille.

## Erfolge und Auszeichnungen
- 2007 Russischer Meister mit dem HK Metallurg Magnitogorsk
- 2008 Bronzemedaille bei der U20-Junioren-Weltmeisterschaft
- 2010 Charlamow-Pokal-Gewinn mit Stalnje Lissy Magnitogorsk

## Statistik
(Stand: Ende der Saison 2010/11)